# Karibi vakáció
A Karibi vakáció 2001-es amerikai filmvígjáték, főszereplői az Olsen ikrek.

## Cselekmény
Madison (Mary-Kate Olsen) és Alex (Ashley Olsen) Stewart befejezik a tanévet a suliban és mennek vakációzni. Eredetileg Hawaii-ra akarnak menni az iskolatársaikkal, de a szüleik inkább a Bahamákra viszik őket egy Atlantis nevű üdülő helyre. Velük megy egy másik család is Graysonék akikkel jó barátságban vannak és akik közül Griffen (Austin Nichols) kisgyerek kora óta szerelmes Madisonba, de mindig csak barátok voltak.
Mikor megérkeznek a Bahamákra az Atlantisba, a lányok elmennek a recepcióra érdeklődni, hogy Graysonék megérkeztek-e már. Mielőtt azonban megkérdezhetnék a recepcióst, Brianna Wallace (Megan Fox) toppan eléjük a recepciónál. Aztán mire meg a lányok meg tudnák kérdezni a recepcióstól, amit akartak, addigra megérkeznek Graysonék.
Beköltöznek a szobáikba, majd lemennek a tengerpartra. A parton Madison megismer egy fiút, Scottot (Blilly Aaron Brown) és megtetszik neki. Scottnak is Madison. Scott meghívja Madisont és Alexet egy buliba az Atlantis tengerparti szórakozóhelyére.
A buliban Alex megismerkedik Jordannel (Ben Easter). Ott van a bulin Brianna is, aki szintén szemet vet Jordanre, de még mielőtt elfajulna a dolog, Jordan elnézést kér, és elmegy.
Másnap Alex csatlakozik Jordanhez aki épp egy ismerősével sétál. Champlaine-ként (César Díez Álava) mutatja be Alexnek. Másnap Madison és Scott lovagolnak egy jót a parton.
Közben Alex benéz az Atlantis akváriumába. Találkozik Jordannel is, mert ő az akváriumban dolgozik. Együtt gondozzák kicsit a halakat, aztán Jordant hívja a főnöke. Brianna kérette Jordant. De Brianna sem élvezheti sokáig Jordan társaságát, mert kisvártatva megint hívja a főnöke, hogy baleset történt a cápa medencéjénél. Jordan oda is megy gyorsan, de kiderül, hogy szerencsére semmilyen baleset nem történt, csak Alex hívatta vissza egy ügyes trükkel.
Később Madison és Scott a parton piknikeznek. Scott próbál beszélgetni, de mivel nagyon ideges, nem igazán sikerül neki.
Aztán Madison és Alex elmennek vásárolni anyukájukkal. A vásárlás végeztével beülnek egy kávézóba, ahol egy másik asztalán meglátják Jordan-t és Champlaine-t, amit kissé furcsán beszélnek egymással.
A vásárlásból hazaérve Madison Scottal találkozik. Scott elviszi őt az akvárium egyik részére, ahol Griffen az egyik fal mögül mutogat súgótáblákat Scottnak. Ez azonban hamar kudarcba fullad, mert egy zenés menet megy el mellettük és teljesen kitakarják a súgótáblákat. Scott azzal vágja ki magát a helyzetből, hogy azt mondja Mandisonnak, hogy ki kell mennie, és gyorsan elmegy.
Aznap este Madison, Alex, Griffen és Jordan kicsit elengedik magukat és viháncolnak egy jót a közeli medencében. Brianna ezt végignézi, és mivel féltékeny lesz rájuk, leszól a portára, hogy nem tud aludni, mert valami zaj szűrődik fel a szobájába. Már is ott terem egy biztonsági őr, kiparancsolja a srácokat a vízből, és beviszi őket a váróba. Jordan elmehet, mert Brianna vele nem kíván foglalkozni ez ügyben. Griffen elbeszélget a biztonsági őrrel, hogy elengedhetné őket most az egyszer. A biztonsági őr kap egy fülest és ajtót nyit. Az ajtóban ott állnak a szülők.
Másnap a lányok és Griffen is arra ébrednek, hogy a szüleik nélkülük mentek le a partra. Ők is lemennek és azt látják, hogy a szüleik tinik módjára szórakoznak. Hamár a szülők elvannak egyedül, a srácok is kikapcsolódnak kicsit: Jordan megkéri Champlaine-t, hogy hadd vigyék el egy körre négy jet-skiét. Champlaine belemegy azzal a feltétellel, hogy cserébe, majd ő is kér valamit Jordan-től. A srácok jetskiznek egy jót.
Este a srácok megint mennek az Atlantis tengerparti szórakozóhelyére. Táncolnak egy jót, aztán Jordan egyszer csak eltűnik Alex mellől. Aztán megjelenik a színpadon és elénekel egy dalt amit Alex-nek írt.
Másnap Scott még egyszer megpróbálja elnyerni Madison szívét. Ezúttal elhívja az Atlantis éttermébe ebédelni. Griffen is ott van. Fülhallgatós adóvevőn keresztül súg Scottnak. Ez beválni látszik egészen addig, míg Scott nem viszi túlzásba, hogy minden pontosan elismétel, amit a fülhallgatón Griffentől hall. Ekkor Madison megy el azzal, hogy ki kell mennie. Később Scott mindent bevall Madisonnak. Madison ezt aztán Griffen-nel is megbeszéli és a beszélgetés végére összejönnek egymással.
Aznap este Jordan elviszi a lányokat és Griffent egy klassz kis magánszigetre. Oda fele menet megállnak egy Szászlovag nevű jachtnál, mert Jordan elhozza Champlaine horgászfelszerelését (cserébe a Jetskizésért). Amíg Jordan-ra várnak kicsit körülnéznek a hajón és Madison véletlen bekapcsol valami hangos zenét, de gyorsan ki is kapcsolja. Elmennek a szigetre. Mikor visszaérnek a szigetről, a parton elkapja őket a rendőrség. Beviszik őket műkincs csempészetért.
A lányokért és Griffen-ért a szülők leteszik az óvadékot, de Jordan egyelőre bennmarad. Alex mindenképpen tisztázni akarja Jordan-t. Sikerül meggyőznie a szülőket, hogy menjenek le a kikötőbe, mert ott van az a jacht, amiről Jordan elhozta a horgász felszerelést. A rendőrségnek is ott kéne nyomoznia. De a jacht nincs a kikötőben. Akkor lemennek a partra, mert ott van Champlaine cédrus kunyhó bárja, majd Champlain tisztázza Jordan-t. De nincs sehol, sem Champlaine sem a cédrus kunyhó bár.
Innentől a lányoknak és Griffen-nek mindenhová a szülőkkel együtt kell menniük. De ők nyomozni akarnak tovább, ezért bevetnek néhány cselt.
Először, mikor lemennek a partra egy magnót rejtenek az egy kis nagyobb kő alá, amin végtelenítve meg a hangjuk. Elmennek a kikötőbe, ahol találnak egy jachtot, de annak Shalimar a neve. De Madison biztos benne, hogy az ugyan az a jacht, csak átnevezték és ez be is igazolódik, mert fölmennek a jachtra és Madson bekapcsolja a hangos zenét. Aztán visszamennek a partra és csatlakoznak szüleikhez.
Elmennek ebédelni az Atlantis éttermébe. Alex eljátssza, hogy rosszul van, inkább elmegy a szobájába. Madison elkíséri, Griffent pedig elküldik a recepcióra gyógyszerért. Persze nem oda mennek, ahova mondják, hanem folytatják a nyomozást. Rá is találnak Champlaine-re és üldözőbe veszik, de Champlaine-nek sikerül elmenekülnie.
Később bemennek a rendőrségre és elmondják nekik, hogy mit találtak és, hogy azon a jachton kéne nyomozniuk. A rendőrfőnök azonban elmagyarázza nekik, hogy csak így nem szállhatnak ki arra a jachtra. Csak a ha van konkrét tárgyi bizonyíték.
Mivel más lehetőség nincs, a lányok és Griffen önálló akcióba kezdenek. Elkötik a jachtot és megvárják, hogy üldözőbe vegye őket a rendőrség. Aztán utol is érik őket, így Griffen kénytelen megállni. A lányok lázasan keresgélnek és abban a pillanatban találják meg a műkincseket, ahogy a rendőrök leérnek a jacht alsó részébe.
Jordant kiengedik, a helyére pedig a valódi elkövető, a jacht tulajdonosa kerül be.

### Egy-két érdekesség
Mivel ez a film nyári szünetben készült, rengeteg rajongó is ott nyaralt az Atlantisban. Főleg olyanok, akik tudták, hogy épp akkor, épp ott forgatják a lányok a Karibi vakációt.
A sok rajongó sokszor megnehezítette a lányok dolgát, ugyanis rengetegszer volt, hogy a lányok épp forgatni mentek, de minduntalan rajongókba botlottak.
Valahonnan kaptak egy olyan tippet, hogy kendővel, meg napszemüveggel "álcázzák" magukat, és ezt meg is próbálták, de igazából ez sem nagyon használt.
Egyszer például a szállodájukból mentek át az Atlantis előterébe Mary-Kate és az egyik producer, hogy ott felvegyék azt a jelenetet, amikor a lányok először mennek be az Atlantisba, hogy bejelentkezzenek. Mary-Kate-en volt napszemüveg, és mégis egyből egy csapat rajongó sietett egyből felé "Szia Mary-Kate!" kiáltással. Ez a dolog azért is érdekes, mert míg a rajongók könnyedén megkülönböztetik egymástól Mary-Kate-et és Ashley-t, addig némelyik magánrepülőjük személyzeti tagja még mindig gyakran összekeverte őket.

## Szereplők
| Szerep           | Színész           | Szinkronhang    |
| ---------------- | ----------------- | --------------- |
| Madison Stewart  | Mary-Kate Olsen   | Molnár Ilona    |
| Alex Stewart     | Ashley Olsen      | Mánya Zsófi     |
| Griffen Grayson  | Austin Nichols    | Molnár Levente  |
| Jordan           | Ben Easter        | Simonyi Balázs  |
| Scott            | Billy Aaron Brown | Hamvas Dániel   |
| Brianna Wallace  | Meghan Fox        | Simonyi Piroska |
| Keegan Grayson   | Ashley Hughes     | Kántor Kitty    |
| Harrison Stewart | Markus Flangan    | Csankó Zoltán   |
| Judy Stewart     | Jamie Rose        | Orosz Anna      |
| Chad Grayson     | Jeff Altman       | Háda János      |
| Jill Grayson     | Wendy Schaal      | Spilák Klára    |
| Champlaine       | César Díez Álava  |                 |

## Zenék
- Weezer - Island in the Sun
- Super Chick - Get Up (Ice Princess)
- Super Chick - Not Done Yet
- Super Chick - One Girl Revolution
- Play - Us Angainst the World
- Toy Shop - Every Body Crazy
- Toy Shop - Runaway
- Empty Trash - Shades of Love